# Most Fehmarnsund
Most Fehmarnsund (niem.: Fehmarnsundbrücke) – most drogowo-kolejowy, który łączy wyspę Fehmarn na Morzu Bałtyckim ze stałym lądem w Großenbrode. Po otwarciu w 1963 mostu i zbudowaniu terminala promowego w Puttgarden na Fehmarn, średni czas podróży pomiędzy Hamburgiem i Kopenhagą został znacznie skrócony.
Most o długości 963 metrów rozciąga się na szerokość 1300 metrów Fehmarnsund, a pozostałe 337 metrów składa się z dwustronnych podjazdów. Wznosi się 23 metry nad wodą. Jest to konstrukcja stalowa o szerokości 21 metrów, z czego sześć metrów zajmują tory kolejowe Deutsche Bahn. Łuk konstrukcji mostu ma długość 268,5 metrów, a najdłuższe przęsło rozpiętość 248 metrów i 45 metrów wysokości powyżej punktu jezdni.